# تایشت
شهر تایشت (به روسی: Тайшет) در کشور روسیه و در اوبلاست ایرکوتسک واقع شده‌است.